# Gruiu
Gruiu község és falu Ilfov megyében, Munténiában, Romániában. A hozzá tartozó települések: Lipia, Siliștea Snagovului valamint Șanțu-Florești.

## Fekvése
A megye északi részén található, a megyeszékhelytől, Bukaresttől, negyvenhárom kilométerre északra, a Ialomița folyó jobb partján és a Snagov-tó északi és keleti partjain.

## Története
A 19. század végén Lipia-Bojdani néven, a község Ilfov megye Snagov járásához tartozott és Bojdani, Bâra, Coadele, Dobrosești, Fundu, Ghermănești, Gruiu, Lipia, Șanțu valamint Turbați falvakból állt, összesen 5242 lakossal. A község tulajdonában volt nyolc templom.
1925-ös évkönyv szerint a község Ilfov megye Buftea-Bucoveni járásához tartozott és Bojdani, Dobroșești, Lipia, Gruiu valamint Vlăsia falvakból állt, 4736 lakossal. Bâra, Coadele, Fundul, Șanțu Florescu és Turbați települések ekkor külön községet alkottak, Turbați néven, melynek 3900 lakosa volt, ugyancsak Ilfov megye Buftea-Bucoveni járásán belül.
1950-ben közigazgatási átszervezés alapján, mindkét községet a Căciulați rajonhoz csatolták, majd 1960-ban a Bukaresti régió Răcari rajonjához kerültek.
1964-ben Turbați falu és község felvette a Siliștea Snagovului nevet, míg Fundu települést Pescarii-ra keresztelték át.
1968-ban ismét megyerendszert vezettek be az országban, Gruiu község az újból létrehozott Ilfov megye része lett. Siliștea Snagovuluiv községet megszüntették és Gruiu irányítása alá helyezték a hozzá tartozó falvakat, kivéve Bâra települést, melyet a Prahova megyei Balta Doamnei községhez csatoltak. Ugyancsak ekkor Pescarii falu elveszítette az önálló települési státuszát és egyesítették Siliștea Snagovului faluval.
1981-ben az Ilfovi Mezőgazdasági Szektor része lett, egészen 1998-ig, amikor ismét létrehozták Ilfov megyét.

## Lakossága
| Nemzetiségek        | 2002 | 2002   |
| ------------------- | ---- | ------ |
| Románok             | 7105 | 99,30% |
| Romák               | 38   | 0,53%  |
| Magyarok            | 4    | 0,05%  |
| Lipovánok           | 1    | 0,01%  |
| Bolgárok            | 1    | 0,01%  |
| Lengyelek           | 1    | 0,01%  |
| Olaszok             | 1    | 0,01%  |
| Egyéb nemzetiségűek | 4    | 0,05%  |
| Összesen            | 7155 | 100,0% |

## Látnivalók
- Căldărușani kolostor - építését 1638-ban kezdték, Matei Basarab havasalföldi fejedelem idejében.